# Liste von Kunstwerken im öffentlichen Raum in Sprockhövel
Die Liste von Kunstwerken im öffentlichen Raum in Sprockhövel gibt einen Überblick über Kunst im öffentlichen Raum, unter anderem Skulpturen, Plastiken, Landmarken und andere Kunstwerke in Sprockhövel, Ennepe-Ruhr-Kreis. Es besteht kein Anspruch auf Vollständigkeit.

## Kunstwerke in Sprockhövel
| Bezeichnung                           | Standort                                                | Koordinaten                     | errichtet | Künstler    | Anmerkungen                                                               | Bild |
| ------------------------------------- | ------------------------------------------------------- | ------------------------------- | --------- | ----------- | ------------------------------------------------------------------------- | ---- |
| Industrie- und Kulturpark Sprockhövel | Park am Malakowturm, Zeche Alte Haase                   | 51° 22′ 24,2″ N, 7° 14′ 37,2″ O |           |             | Metallindustrie- und Bergbaugeräte als Ausstellungsobjekte in einem Park. |      |
| Brunnen am Kirchplatz                 | Kirchplatz / Hauptstraße                                | 51° 22′ 8,2″ N, 7° 14′ 58,1″ O  |           |             |                                                                           |      |
| Sonnenuhr                             | Hauptstraße                                             | 51° 22′ 10,9″ N, 7° 14′ 58″ O   |           |             | Fassadengestaltung an einer Eisdiele                                      |      |
| Steinod                               | Evangelischer Friedhof, Hauptstraße / Otto Hagemann Str | 51° 22′ 12″ N, 7° 14′ 45,6″ O   | 2017      | Henner Gräf | Gedenkskulptur auf einer ökologischen Grabanlage.                         |      |
| Bergmann                              | Wittener Straße                                         |                                 |           |             | Skulptur am Deutschland-Bergbauwanderweg                                  |      |